# Ncedile Saule
Ncedile Saule, né à Fort Beaufort (Afrique du Sud), est un écrivain sud-africain.

## Biographie
Saule est né à Fort Beaufort, il est de la tribu des Bhayi, du clan Mvulane.
Saule a écrit un certain nombre d’œuvres en xhosa, dont Unyana Womntu qui a été adapté pour la télévision par le SABC en 1989, ainsi que Umthetho KaMthetho et Inkululeko Isentabeni. Il a remporté à deux reprises le prix littéraire M-Net dans la catégorie Nguni en 1997 et 2011. 
Saule a été maître de conférences à l’université d'Afrique du Sud depuis 1982 jusqu’à ce qu’il rejoigne l'université métropolitaine Nelson-Mandela en 2013.
Il est maître de conférences Xhosa à l'université Rhodes.

## Œuvres

### Romans
- Unyana Womntu
- Idinga
- Ukhozi Olumaphiko
- Indlalifa
- Umlimandlela
- Ilizwe Linjani[2]

### Essais
- Intaba Kamnqwazi[4]